# Zygothrica vittisecta
Zygothrica vittisecta är en tvåvingeart som beskrevs av Burla 1956. Zygothrica vittisecta ingår i släktet Zygothrica och familjen daggflugor. Inga underarter finns listade i Catalogue of Life.